# Bola 8
Bola 8 o Pool es un juego de billar muy popular en casi todo el mundo. Se juega con una bola de tiro (bola blanca) y 15 bolas objetivo, numeradas del 1 al 15 y divididas en 3 grupos: lisas, rayadas y la bola 8 de color negro que da nombre al juego. En el estilo inglés (también llamado Blackball o pool 51) se utilizan, aparte de la bola negra, dos grupos de 7 bolas no numeradas, uno de bolas rojas y otro de bolas amarillas. Si se mete la bola negra se pierde el juego.

## Historia

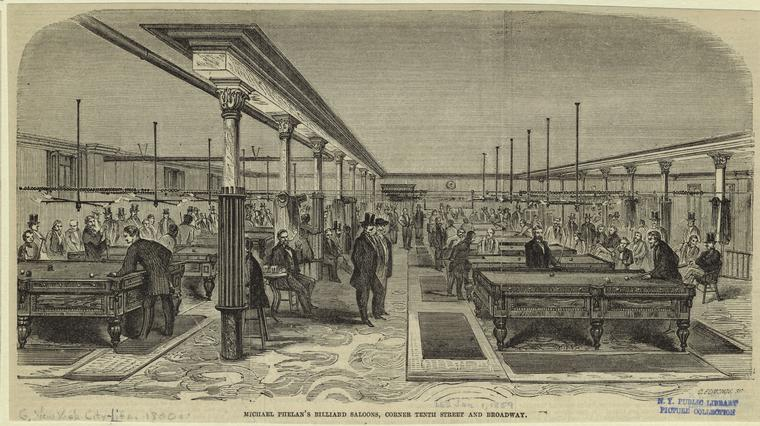
Salón de billar de mediados del, colección de pintura de la Biblioteca Pública de Nueva York

Su origen no está claro, pero se sabe que Cleopatra ya lo practicaba en el siglo I a. C. Entonces se jugaba en el suelo, costumbre que se siguió hasta el siglo XV. La mesa de billar la ideó en 1469 el ebanista de Luis XI de Francia, Henri de Vigne, pensando en la comodidad del juego. Se hizo tan popular que María Estuardo, reina de Escocia, durante su cautiverio y antes de ser ejecutada por orden de Isabel I de Inglaterra se quejó amargamente de que su enemiga le hubiera retirado de la celda una mesa de billar, para privarla de una de sus aficiones.
Desde 1825 existió un campeonato mundial en Inglaterra donde resultó campeón  John Carr, pero el que más celebridad adquirió fue monsieur Mingaut, quien inventó el retroceso de la bola. Mingaut adquirió la habilidad en la cárcel, donde instaló una mesa de billar.
Cronología:
1429 – Algunos historiadores mencionan por primera vez el término billar, aplicado a un juego que junto con los del tejo o tejín y el croquet, se practicaban por la época. Se cree que el rey francés Luis XI, tenía una mesa de billar.
1587 – Fecha posible en la que María Estuardo, presa en la Torre de Londres, escribe una carta lamentándose de no tener espacio suficiente, en su sitio de reclusión para instalar una mesa de billar.
1810 – Se abre en París la primera sala pública de billar. Hasta entonces, el billar solo se jugaba en los salones de la realeza europea.
1820 – Jack Carr, inglés, inventa la tiza, un compuesto de carbonato de calcio y magnesio (yeso) con material abrasivo. Se utiliza para impregnar el casquillo a fin de evitar el descache o pifia al momento de ejecutar el tiro.
1827 – Se inicia el uso de la pizarra, un elemento compuesto de roca fina de alta densidad que va sobre la mesa del billar, debajo del paño, y que permite que la bola deslice suave y uniformemente sobre su superficie
1835 – Por primera vez en la historia de este juego se elaboran en caucho crudo de la India las bandas que rodean la mesa y se inicia el uso de las mismas.
1835 – El sabio matemático francés Gustave de Coriolis escribió la monumental obra “Tratado Matemático del Juego del Billar”, quizá la primera en su género que revolucionó la forma de jugarlo hasta entonces.
1840 – Se funda en España la famosa Casa Escardibul que se dedica a la fabricación de utensilios y accesorios para billar, que serían reconocidos después por toda Europa como los mejores en su género.
1845 – Jhon Thurston patenta las bandas de caucho vulcanizado.
1846 – Nace en Fregouville (Francia) el genio del billar Maurice Vignaux, a quien se le deben innumerables aportes al juego, tanto que su aparición en el mundo de dicho deporte significó una revolución total en su forma de ejecutarlo.
1855-1893
1855 – Michael Phelan inicia la producción industrial de las bandas de caucho vulcanizado
1857 – La empresa Brunswick registra la banda Monarcha.
1859 – En Estados Unidos, concretamente en Detroit (Míchigan) se disputa el primer campeonato de billar inglés o Snooker.
1860 – El 25 de julio se juega el primer campeonato universitario de billar Snooker entre las Universidades de Yale y Harvard, resultando vencedora esta última.
1868 – Jhon Wesley y su hermano Isaac elaboran las primeras bolas de billar en un material compuesto por una solución de alcanfor, alcohol y nitrocelulosa. Hasta entonces éstas se fabricaban en marfil, pero tendían a deformarse rápidamente, por lo que eran desechadas muy pronto.
1880 – Se jugó el encuentro más famoso hasta entonces a 4.000 carambolas entre los maestros Maurice Vignaux y George Slossom. Este famoso encuentro se llevó a cabo en la capital francesa.
1883 – El 25 de julio nace en Vendrell, España, Isidro Rivas. A él se debe prácticamente la creación del billar de fantasía.
1885 – Se funda la Asociación de Billar, ahora Consejo de Control de Billar y Snooker, CBS
1888 – Nace en Nueva York Willie Hope, quien a la corta edad de apenas 10 años recorría en compañía de su hermano de 12 los Estados Unidos haciendo exhibiciones de billar, despertando para entonces la admiración de quienes tenían la oportunidad de presenciarlas.
1893 – En Gran Bretaña se elaboran por primera vez las bolas del billar compuestas de una material denominado benzol, que daría paso a la fabricación de las bolas modernas que se utilizan en la actualidad.
1914 – 1957
1914 – Otro gran sabio, Alfred Mortier (1865-1937) escribió un tratado de billar denominado “Cómo jugar bien al billar”.
1925 – Se juega en La Haya el primer campeonato al cuadro 45/2 que fue ganado por Joseph Dommering de nacionalidad holandesa.
1926 – Se juega en España el primer campeonato amateur del mundo, a la modalidad de partida libre
1927 – El capitán Mingault , en cuyo honor se llamó a la bola roja “mingo” (“minga”, le dicen algunos), pone en la punta de la flecha o virola un pedazo de cuero de su zapato, descubriendo así el efecto de retroceso. A este elemento se le conoce como la suela o casquillo
1928 – Nace la Unión Internacional de Aficionados al Billar, en España.
1930 – Nace en Bogotá, Colombia, Alfonso González apodado “El Pote”, uno de los más grandes billaristas colombianos, 15 veces campeón nacional y ranking 3 en un campeonato mundial
1938 – Se descubre en Alemania el compuesto de resina fenólica líquida que se usa para la fabricación de bolas de billar.
1940 – Se disputa el campeonato mundial de billar a la partida libre.
1957 – Conjuntamente con la Casa Escardibul aparece en España el primer billar americano que es bautizado Chapolmn. Antes solo se jugaba el billar francés.
1959-2003
1959 – Se Crea la Unión Mundial de Billar, UMB, que reemplazo a la Unión Internacional de Aficionados al Billar.
1968 – Salvador Nazzar Nazar, billarista colombiano nacido en Magangué (Bolívar) realiza una serie de 500 carambolas en una sola entrada, durante el Campeonato Departamental del nazzarAtlántico en la modalidad de carambola libre, en una partida contra Gustavo Gutiérrez. Esta hazaña, en ese entonces, fue homologada como marca nacional por la Federación Colombiana de Billar.
1973 – Alfonso “El Pote” González queda de tercero en el ranking mundial.
1983 – Se lleva a cabo el primer torneo latinoamericano de billar a tres bandas “Copa Mario Críales”
1994 – José Navia Sierra funda en Bogotá, Colombia, la Escuela Colombiana de Billar.
1995 – El 18 de enero el presidente de la República de Colombia sanciona la Ley 181 del Deporte, trascendental para el futuro del billar en el país.
1995 – El 16 de noviembre Coldeportes, entidad oficial que rige los destinos del deporte en Colombia, emite la resolución 002294, que establece el billar como deporte.
1999 – Se funda En Bogotá Colombia, la Asociación Colombiana de Billaristas
2003 – El 1 de marzo nace en la red Billarclub.com la página web destinada al fomento y la difusión del billar en Colombia, destacándose como la primera y única en el país en su género.

## Reglas internacionales
Las reglas del juego Bola 8 deben ser las más contestadas de cualquier juego de billar en el mundo, existiendo múltiples variantes. De hecho, hay varias colecciones de reglas variantes "oficiales". La organización sin ánimo de lucro Asociación Mundial de Billar (WPA en sus siglas en inglés) promulga las Reglas Mundiales Estandarizadas para jugar tanto profesionalmente como modo amateur. La profesional International Pool Tour ha establecido también una colección de reglas para el juego profesional y semi-profesional, usadas en la mayoría de torneos que se emiten en televisión. Aun así, muchas ligas amateur, tanto norteamericanas como europeas, usan sus propias reglas (muchas de ellas en mayor o en menor medida basadas en las de la WPA), mientras millones de jugadores individuales juegan usando reglas más o menos informales que varían de país en país y en ocasiones, casi hasta de local en local siendo válidas igualmente.
Este artículo lista un resumen de las reglas internacionales (ver las de la WPA o las de IPT para puntos en conflicto o cuestiones menores):

### Equipo
Además de la bola blanca a la que se golpea, para jugar a Bola 8 se utilizan 15 bolas (denominadas bolas objetivo u objetivas), siete de ellas totalmente coloreadas, llamadas lisas (también conocidas como enteras, pequeñas, bajas o un color), numeradas del 1 al 7, siete rayadas (otros nombres son grandes, altas o dos colores) de color blanco con una franja de color, numeradas del 9 al 15, y la bola 8 (que a pesar de estar completamente coloreada, no se considera dentro del grupo de las lisas y forma un grupo aparte).

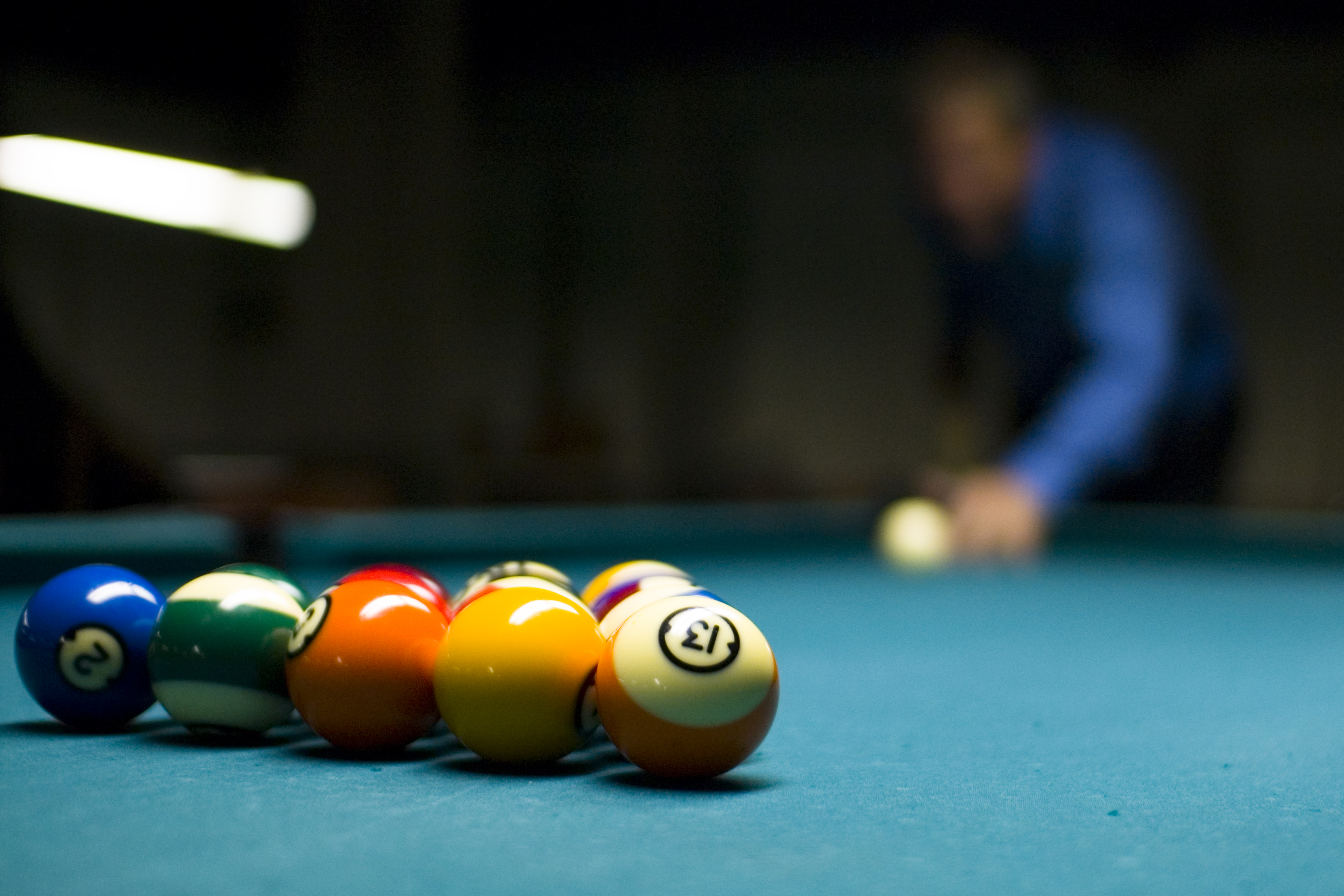
Momento previo al saque.

Las bolas tienen los siguientes colores:
- 1 y 9 - amarillo
- 2 y 10 - azul
- 3 y 11 - rojo
- 4 y 12 - morado
- 5 y 13 - naranja
- 6 y 14 - verde
- 7 y 15 - burdeos
- 8 - negro
- bola de juego - blanca.

La superficie de la mesa mide 2.54 m de largo por 1.27 m de ancho, aunque en algunos torneos se permiten otras dimensiones.

### Montaje de la mesa
Cuando vas con la bola negra la misma será entronada donde se entronó la última bola de tu equipo. Si cuando te queda la  bola negra, metes la bola blanca sigues jugando el partido . Para empezar el juego se colocan las 15 bolas objetivo dentro de un soporte triangular. La base del triángulo se coloca en paralelo a la banda corta, haciendo coincidir el centro de la bola colocada en el vértice superior con el punto central (usualmente marcado en la mesa) que une la línea imaginaria que discurre entre el segundo diamante de una banda larga y el segundo diamante de la otra. A este punto se le denomina punto de pie y a la línea en la que se encuentra, línea de pie. Cuando se saca el triángulo, las bolas deben estar todas juntas unas con otras, lo que se puede lograr apretándolas ligeramente desde la base del triángulo hacia delante. La colocación de las bolas en el triángulo debe ser, según las Reglas Mundiales Estandarizadas de la WPA, la siguiente: la bola negra en el centro, y en las esquinas inferiores del triángulo una bola lisa y una rayada (ver imagen). La bola blanca se coloca en el lado opuesto de la mesa, en el sitio que prefiera el jugador que saca, dentro del área formada por la línea imaginaria que une el segundo diamante de cada banda larga de ese lado de la mesa (la línea de cabeza) y el fondo de la misma (en inglés a esa zona se le denomina cocina).
Si la bola blanca se encuentra pegada al borde de la mesa puede ser separada con el mango del palo para poder ser golpeada sin intervenciones.
Lo bola blanca puede ser golpeada de cualquier forma con el palo, ya se de costado, con la punta o con el mango, siempre y cuando no sea arrastrada.
Si se mete la bola blanca a la hora de sacar se la puede posicionar a lo largo de la línea de saque, pero no se puede adelantar y atrasar, y debe pasar la mitad de la mesa antes de golpear la bola objetivo.

### El saque

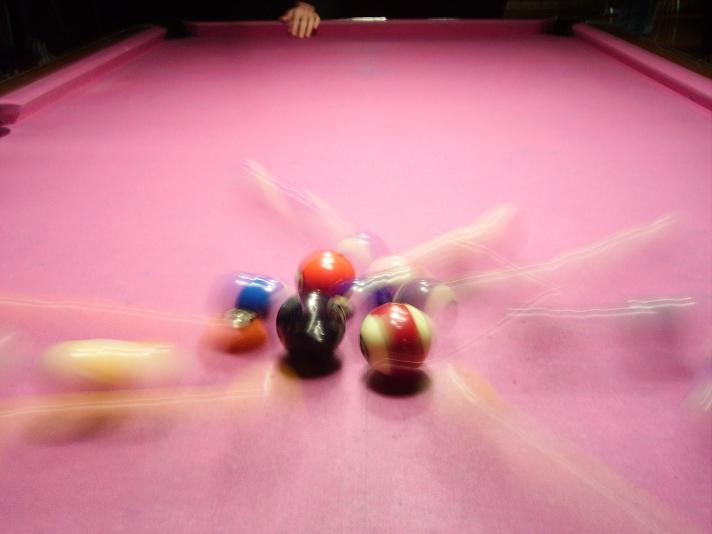
Imagen en alta exposición de un saque.

Se elige al jugador que sacará al azar por haber ganado la partida anterior o por cualquier otra razón. Si el jugador que saca no realiza un saque legal (usualmente se considera legal el saque tras el cual como mínimo cuatro bolas del triángulo tocan al menos una banda) el otro jugador puede elegir entre volver a colocar las bolas en el triángulo y sacar él mismo o jugar la posición en que han quedado las bolas.
Si el sacador emboca una bola, sigue jugando, y la mesa se considera abierta. Esto significa que la elección de un grupo de bolas (lisas o rayadas) aún no ha sido realizada. Cuando la mesa está abierta está permitido dirigir la bola blanca contra una lisa para introducir una rayada o viceversa, incluso con la bola 8. Si el jugador que sacó no emboca ninguna bola (o emboca una bola cometiendo falta), la mesa se sigue considerando abierta hasta que algún jugador emboque legalmente una bola (ver el apartado Turnos).
Según las reglas de la WPA, si se emboca la bola 8 en el saque, el jugador ha ganado el juego.  Si el jugador que saca mete la bola negra y la blanca en el saque, el otro jugador puede elegir entre volver a sacar él mismo o jugar una bola en mano, esto significa que el jugador puede colocar la bola blanca en cualquier lugar de la mesa a su elección para realizar el tiro dentro de la cocina.
Para variaciones regionales, ver más abajo.

### Turnos
Como se ha dicho, el objetivo del juego es embocar legalmente el grupo de siete bolas (lisas o rayadas) y terminar embocando la negra. Para ello se debe anunciar, en cada tiro, qué bola de color se pretende introducir, y en qué tronera.
Al anunciar el tiro nunca es necesario indicar detalles como el número de bandas, carambolas etc. No designar la tronera o no introducir la bola donde se ha indicado es pérdida de turno pero no falta. Si la bola de color entra en la tronera que se ha anunciado, cualquier otra bola o bolas introducidas serán consideradas reglamentarias, excepto la negra y la blanca. 
Sin embargo, no se suelen anunciar los tiros obvios, solamente aquellos en los que puedan existir dudas sobre la intención del tiro del jugador (dos bolas muy juntas, una bola que puede entrar fácilmente en dos troneras, tiros que impliquen carambolas o rebotes en bandas etc.). No obstante, el jugador rival siempre tiene el derecho a preguntar al jugador activo por la bola y tronera.
Un jugador continuará jugando hasta que cometa una falta o falle al embocar una bola. Entonces es el turno del siguiente jugador, continuando así hasta el final de la partida. Tras cada falta, el siguiente jugador dispone de bola en mano desde cualquier lugar de la mesa (excepto, como se ha dicho, si la blanca se introduce en el saque tendría la posibilidad de reiniciar la partida y realizar el saque).

### Embocar la bola 8
Una vez que se encuentren embocadas sus 7 bolas, el jugador debe pasar a la bola 8, la bola 8 debe meterse hasta el final. Para ganar, el jugador debe introducir la bola 8 en la tronera que designe, una vez designada la tronera si el jugador no llegara a introducir la bola se cambia de turno y los jugadores deben introducir la bola 8 en la tronera previamente señalada. Si la bola se introduce en otra que no le corresponda, pierde. Si se emboca la bola 8 junto con la bola blanca, automáticamente gana el contrincante.
Si la bola blanca entra antes de que termine la jugada y luego la bola negra, se considera tanto normal. 
Si la bola negra llegase a entrar por error,el adversario gana automáticamente la partida
Nota: Si la bola 8 no es embocada en ninguna tronera pero accidentalmente se emboca la bola blanca, solo es falta pero no pérdida de la partida. 
Si por error el jugador mete una bola del equipo contrario pero no es falta y anota la bola 8 gana, (si no se mete la blanca). Si la bola negra se entronera cometiendo falta se acomodará en la mesa según las reglas específicas usadas.

### Triunfo
- El jugador emboca legalmente la bola 8, tras embocar las bolas objetivo.
- cuando el jugador le queda solo por embocar la bola 8, si falla el tiro ganara el otro jugador
- El contrario emboca ilegalmente la bola 8 (por ejemplo, antes de terminar con las siete bolas objetivas coloreadas que le corresponden o emboca la bola 8 habiendo sido este tiro una falta en una circunstancia de no acierto de la misma).
- Cuando al jugador le queda solo por embocar la bola 8, si introduce la bola de cualquier color/número en el mismo turno que introduce la bola 8 ganara la partida automáticamente
- Aunque metas la blanca y la negra a la vez, ganas.
- Será motivo de pérdida de la partida, si algún jugador, durante el juego, coge cualquier bola con la mano, sin haberse dado los casos de bola en mano citados, ya que esto modifica ilegalmente la posición de las bolas.
- En el caso de que te queden únicamente 2 bolas, la negra y otra, ganarás la partida en el caso de que metas en el mismo turno las dos.
- En caso de que queden en la mesa únicamente la bola blanca y la bola negra, en caso de que meta la blanca en intento a la negra es el perdedor.
- Cuando un jugador entronere la bola 8 pero antes tocó una del oponente ganará automáticamente

### Faltas
- Si la bola blanca entra en una tronera junto con la bola de ese mismo jugador el contrincante puede elegir hoyo ; a pesar de estar en ventaja (ya sea 4,5 bolas arriba).
- El tirador falla al intentar golpear una de sus bolas objetivo (o la bola 8 si es que ya embocó las siete anteriores) si el jugador mete la bola 8 en el último hoyo donde el contrincante metió la última pierde. con la bola blanca, tocando una bola del grupo del jugador contrario o tocando la bola 8 si aún tiene bolas de su grupo o no tocando ninguna bola.
- El tirador emboca la bola 8 en un lugar que no sea el anunciado y/o designado automáticamente gana el contrincante

Nota: Un golpe simultáneo de la bola blanca con bola objetiva del grupo y bola del grupo contrario, es considerado tiro legal y por lo tanto no es falta.

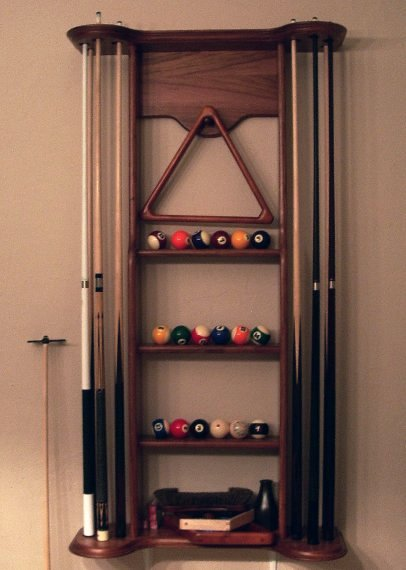
Equipamiento para jugar al billar. A la izquierda, apoyado en la pared, puente mecánico.

- Tras el tiro, ni la bola blanca ni cualquiera de las bolas objetivo o la bola 8 toca una banda o se introduce en una tronera (a estos efectos, si la bola a la que se tira está tocando una banda, esta no contará y alguna de las bolas deberá tocar otra banda o ser entronerada).
- Si se introduce la bola blanca.
- El tirador no toca el suelo al menos con un pie. Este requerimiento puede ser dispensado si el tirador es discapacitado, o si el local no tiene un puente mecánico (taco especial para realizar tiros largos a los que no se puede alcanzar sin él).
- Se tira sobre la bola blanca cuando aún no se han parado completamente todas las bolas sobre la mesa debido al tiro anterior.
- La bola blanca es golpeada dos veces en el mismo tiro (no es extraño que pase en tiros en los que la bola blanca y la bola objetiva están muy cerca, y ha de sortearse inclinando el taco de modo pronunciado).
- Salto ilegal: la bola blanca salta total o parcialmente sobre una bola o bolas que la obstaculizan. Se considera salto ilegal si la bola blanca es golpeada por debajo de la mitad, "haciendo palanca" con el taco para conseguir el salto.
- El jugador toca la bola blanca con cualquier cosa que no sea la punta del taco o  suela, excepto lo necesario para colocarla cuando se tiene bola en mano.
- El jugador toca cualquier otra bola (cuerpo, ropa o taco).
- El jugador saca la bola blanca fuera de la mesa con su tiro, siempre y cuando queden bolas de color.
- En el saque, no se emboca ninguna bola y menos de cuatro de ellas tocan una banda (en ese caso el otro jugador puede elegir entre volver a colocar las bolas en el triángulo y sacar él mismo o jugar la posición en que quedaron las bolas tras el saque ilegal con bola en mano).
- Cuando un jugador entronere la bola 8 después de tocar una cualquier otra de esta partida automáticamente pierde la partida
- A falta de la última bola por meter (8) los strikes se contarán por cada falla (véase meter la bola blanca, meter una bola rival, etc.). Al tercer strike seguido se da por terminada la partida, habiendo perdido quién haya acumulado los strikes.

## Variaciones locales o informales

### Estilo ruso
En Rusia, ocasionalmente, se bebe un poco de Vodka antes de ponerse a jugar. Es una tradición que lleva años en regla.
- Meter la bola blanca al igual que en España, significa dos tiros para el equipo contrario.

- Al sacar la bola inicial si no consigues despejar todas las bolas del centro, tienes que abandonar la partida. Porque no demuestras ser digno de estar en Rusia.

- El billar ruso utiliza una mesa de unas dimensiones aproximadas a dos de cualquier otro país. Suele ser un tablón de madera con los bordes de acero.

- Cuando una partida acaba, el jugador o equipo perdedor no puede volver a jugar en una semana.

- Si la bola negra entra nada más romper en el primer tiro, automáticamente ganas la partida.

### Estilo inglés

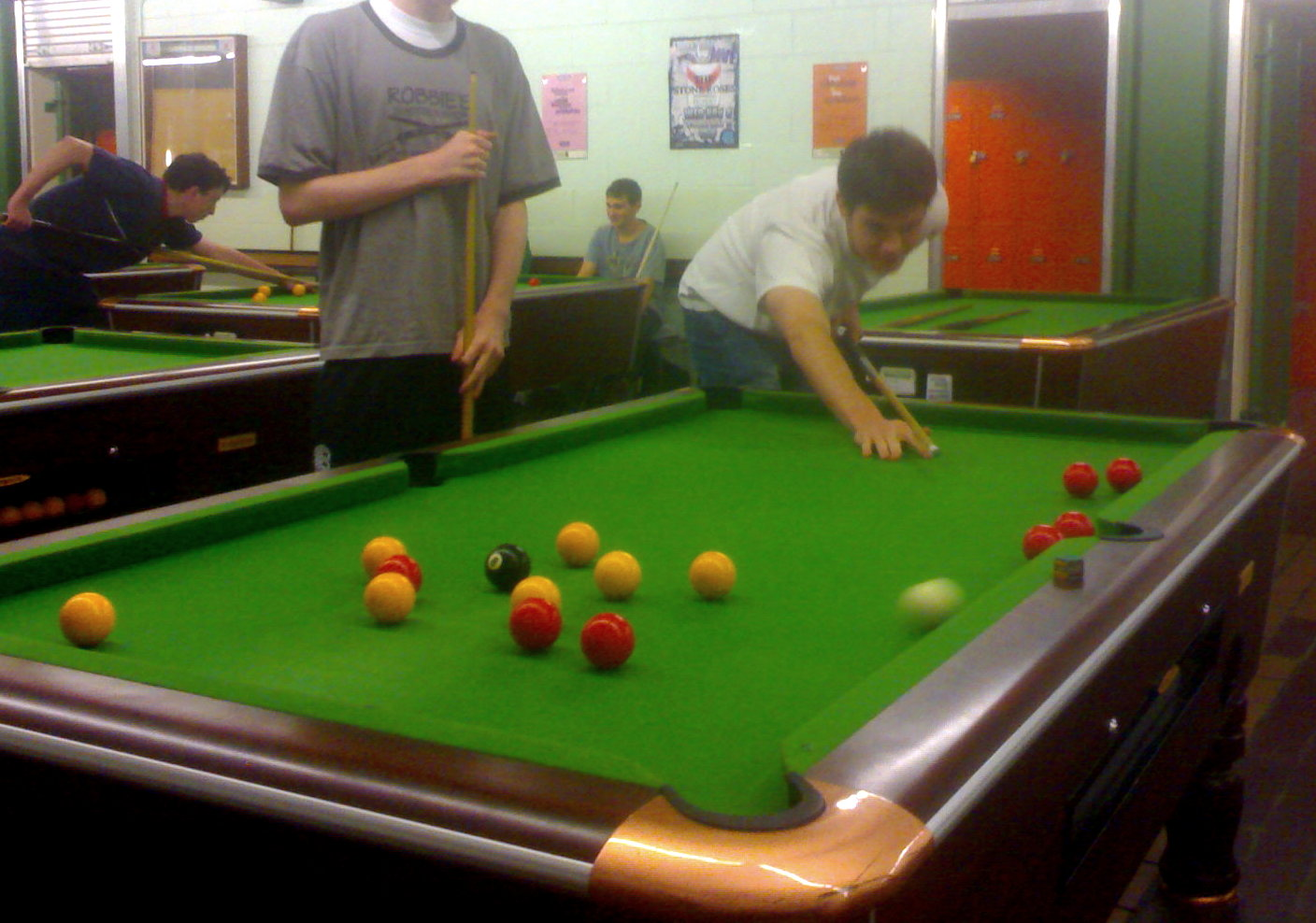
Pool 51.

En el Reino Unido se ha desarrollado una versión bastante diferente del juego, influenciada por el billar inglés o snooker, convirtiéndose en un juego muy popular en competiciones amateurs en Reino Unido, Irlanda, Australia, Nueva Zelanda y otros países. 
Tal y como ocurre con la Bola 8, existen al menos dos colecciones de normas diferentes. Además de usar bolas sin numerar (excepto la propia bola 8), las mesas inglesas tienen troneras más pequeñas (lo justo para que quepa una bola). 
Además, las reglas difieren en numerosas ocasiones, incluyendo la penalización de las faltas, que suele implicar que el jugador contrario obtiene dos tiros, el saque (en el que es la bola 8, y no la bola del vértice del triángulo, la que se coloca sobre el punto de pie), el modo de selección del grupo de bolas correspondiente a cada jugador o el tratamiento de los snookers (situaciones en las que la bola blanca no puede tocar directamente una bola de las del grupo del tirador, o la bola 8 si solo le falta por embocar aquella, habiendo quedado "escondida" detrás de otra bola).

### España
De modo informal se suelen variar diversas normas, en muchas ocasiones debido a la influencia del estilo inglés. En cada ocasión se pueden pactar verbalmente al inicio de la partida, especialmente las referentes al embocamiento de la bola 8, como veremos a continuación. Esta variación es comúnmente denominada "Chapolín" o "Chapolina", para diferenciarla del uso estricto de las normas de Bola 8.
Las variaciones más comunes son:
- Se elimina la necesidad de anunciar bola y tronera.
- En el saque no es necesario que una o varias bolas toquen la banda o sean embocadas tras el tiro. Del mismo modo, tampoco es falta que ni la blanca ni la bola objetivo hagan lo propio en cualquier tiro posterior.
- Embocar una bola del jugador contrario a pesar de haber golpeado anteriormente una bola propia supone otorgar dos tiros al contrario, siempre y cuando no se emboque una bola del propio grupo, en cuyo caso únicamente se cede el turno.
- Embocar la bola blanca y una bola propia se cede el tiro al oponente
- Embocar la bola 8 en el tiro de apertura otorga la victoria.
- La falta no supone bola en mano, sino que el jugador contrario obtiene dos tiros.
- Cuando la falta consiste en embocar la bola blanca, ésta se colocará en cualquier punto de la línea de cabeza a elección del jugador que la cobra. Este estará obligado a tirar a una bola que esté más allá de la línea central (línea imaginaria que divide la mesa en dos partes iguales pasando por las dos troneras laterales), debiendo tirar a la banda del fondo para volver sobre la bola objetivo si no hay ninguna bola más allá de dicha línea.
- Sacar la bola 8 fuera de la mesa no supone perder la partida, sino únicamente la comisión de una falta. La bola 8 se vuelve a colocar, usualmente, en el punto de pie o pegada a la banda del fondo, sobre la línea larga que divide la mesa transversalmente.
- No existe el salto ilegal.
- La más usual: la bola negra no se entronerará donde elija el jugador sino, según la zona, en la misma tronera en la que se introdujo la última bola objetivo, o en la diametralmente contraria. Si al segundo jugador que entronera su última bola objetivo le correspondiese la misma tronera que al primero para embocar la negra, tendrá que hacerlo en la opuesta.
- Si solo tiene en juego un equipo la bola 8, se elimina el doble tiro en cualquier caso, este incluye tanto tocar la bola contraria como meter la blanca o la contraria y como tocar la negra.
- Si un jugador golpea una bola directamente que no sea la lisa (golpear con el taco cualquier bola de manera directa que no sea la blanca) se le concederán cinco tiros continuos al equipo contrario.

### Hispanoamérica
En Nicaragua existe toda una reglamentación completa que aquí se detalla: 
Generalidades de la mesa y el juego:
1. El juego de Pull-8 se jugará con 16 bolas: una bola blanca ejecutora que se denominará “cholo” y dos equipos de bolas a ser ejecutadas. Dichos equipos de bolas a ser ejecutadas se dividirán a su vez en el conjunto de bolas menores numeradas del 1 al 7, de las cuales el 7 es su premio y otro conjunto de bolas a ser ejecutadas por el otro jugador o equipo de jugadores, numeradas del 9 al 15, de las cuales el 15 es su premio. El premio principal será la bola número 8.
2. Los premios de cada equipo solo podrán caer en las buchacas designadas para ello. La buchaca para la bola número 7 será la localizada en medio de labanda lateral Izquierda de la mesa, la buchaca para la bola número 15 será la localizada en medio de la banda lateral derecha de la mesa. Se tomará como referencia el área de "cholo" (bola blanca) en uno de los extremos de la mesa denominada cabecera.
3. Se conocerá en lo sucesivo el término tiro o disparo a la acción de ejecutar con la bola blanca denominada “cholo” la cual impacta en la bola objetivo provocando en esta una acción. A esta última por tanto se le conocerá como bola ejecutada.
4. Se conocerá como “taqueada” al hecho de realizar uno o más tiros consecutivos por el mismo jugador ejecutante el cual se suspende cuando este pierde el derecho a tiro o ya no hay más que tirar.
5. El tiro “enderezado” será aquel en el cual el “cholo” o bola blanca impacta en una bola y aquella a su vez impacta en otra provocando la acción que el tirador está tratando de conseguir.
6. El tiro de carambola es aquel mediante el cual la acción la realiza directamente la bola blanca impactando primero en una bola y luego desviándose de su trayectoria original impactando en otra bola.
7. La mesa estará dividida en dos áreas: un área de disparo o ejecución del cholo en uno de los extremos (o cabecera) y que ocupa un cuarto de su longitud. Con una línea recta transversa que separará esta zona del resto de la mesa.
8. En el centro de la línea demarcatoria del cholo se encontrará el “mingo”secundario, el “mingo” ( o punto que ocupa la bola que es premio, en este caso la número 7 o la número 15, que cayeron en una buchaca que no es la que le corresponde ejecutada por su jugador respectivo y no el ajeno) principal se encontrará ubicado en el otro extremo de la mesa exactamente al centro de la línea imaginaria transversal que dividiría un cuarto de la longitud de la mesa de los restantes 3/4s (también llamada línea de pie). Si fuese necesario un tercer “mingo” este se ubicaría al centro de la mesa a mitad de camino entre la buchaca del 7 y de la del 15.
9. Si es necesario un 4.º. “mingo”, este se ubicaría contra la banda corta del fondo, debiendo quedar la bola pegada a la banda a mitad de distancia entre ambas buchacas esquineras.
10. Si fuese necesario el uso de un 5.º. “mingo”,  este se ubicaría en la banda del área del“cholo” o de cabecera, debiendo quedar la bola pegada a la banda a mitad de distancia entre ambas buchacas esquineras.
11. El lugar que le corresponde a las bolas que ocuparán “mingos” va a depender de su número. La bola menor ocupará el “mingo” mayor en jerarquía, la mayor ocupará el “mingo” de menor jerarquía.
12. Las buchacas para los premios 1 y 15 tendrán un área marcada a su alrededor que se considera zona de seguridad de la cual no podrán correrse (o ser desplazados) los premios ajenos por la acción del jugador contrario. Esta zona es de 1 pulgada por el frente y media pulgada por los lados.
13. El armado de las pelotas según el nivel de torneo será: el armado clásico y el armado rápido. 13.1  ARMADO CLÁSICO: El armado clásico consiste en colocar la bola número 1 en el vértice superior de un triángulo equilátero el cual tendrá el vértice dirigido hacia la parte central del área del cholo, con la base del triángulo paralela a la banda del fondo. La bola número 1 descansará sobre el “mingo”principal. Debajo de esta primera bola descansarán en una segunda fila de bolas los premios de cada uno de los conjuntos: la bola 15 a la izquierda y la bola 1 a la derecha (tomando como referencia el área del cholo) bajo éstas habrá una siguiente fila donde estarán de forma central la bola 8 y al lado de ella a la izquierda una bola mayor, por la derecha una bola menor. Debajo de esta fila habrá dos filas de bolas una de cuatro bolas con dos bolas mayores a la izquierda y dos bolas menores a la derecha. La quinta y última fila (que constituye la base del triángulo) tendrá tres bolas mayores a la izquierda y dos menores a la derecha. 13.2 ARMADO RAPIDO: El armado rápido tendrá siempre la bola 1 en el ápice del triángulo, ambos premios colocados al contrario de las bandas donde se encuentran las propias buchacas. La tercera fila tendrá al 8 como bola central y en el resto de filas no importará su composición solo teniendo cuidado de que haya una bola mayor en el ángulo basal izquierdo y una bola menor en el ángulo basalderecho.

A.  Del tiro inicial:1.  El primer tiro podrá ser rifado o bien sometido aprueba de habilidad con un tiro de banda (el que quede más cerca de la raya del cholo, aun así puede ser más complejo, dependiendo del nivel del torneo, debiendo dar dos bandas y aproximarse a dicha raya). El que quede más cerca es el que tira primero (tiene salida). 2. El tiro inicial se hará con la bola ejecutora desde el área de cholo sobre el grupo de 15 bolas agrupadas en forma de triángulo equilátero cuyo vértice será la bola número 1 la que estará reposando sobre el “mingo”principal y la base del mencionado triángulo estará ubicada paralela a la banda del fondo. 3. Dependiendo de la decisión de los jugadores o de los organizadores del torneo ese primer tiro puede ser para decidir con cual grupo de bolas irá cada participante. En ese caso el buen tiro será impactando con el“cholo” sobre la bola 1.Si cae primero una bola menor o una bola mayor con esegrupo de bolas ira el equipo o jugador que eche dicha bola y al jugador oequipo contrario corresponderá jugar con el otro grupo de bolas. Esto será denominado: salida no cantada. Si caen dos bolas: una mayor y otra menor o viceversa, quien ejecutó el disparo irá con la que cayó primero y el otro jugador o equipo con la que cayó de última instancia. 4. También dependiendo de la decisión de los jugadores o de los organizadores del torneo el jugador que hace el tiro inicial puede decidir con que grupo de bolas va “cantando” en voz alta con cual grupo va. A ello se le denominará “salida cantada”. Si decidiera ir con las bolas mayores en el tiro inicial no puede tocar la bola número 1 o cualquier bola menor, pues ya va en juego con las bolas mayores. Si hiciera contacto con una de las bolas menores (o mayores si canto menores) pierde el tiro y debe paragar penalización "regalando" una bola al jugador o equipo contrario. 5. Las siguientes salidas dependerán de quien gana. La salida la tendrá el o los ganadores. 6. Si al salir se echa una bola y el jugador se va“cholo” la jugada sigue (se considera la mesa abierta), el jugador pierde el tiro y queda dicho jugador jugando con ese conjunto de bolas, correspondiendo al jugador o equipo contrario el otro conjunto de bolas. 7. Si con el tiro de salida se va la bola número 8 dependerá del nivel de torneo y lo definido entre los contendientes, si esto constituye el ganar o el perder. Si acordaron que esto constituirá la victoria automática la bola 8 deberá caer sola (sin pecado) pues si cae adicionalmente otra u otras bolas, es causa de descalificación automática para el ejecutor del tiro pues seconsidera el tiro con pecado. El 8 siempre deberá caer solo para ser considerado válido en cualquier circunstancia.
B.  De los jugadores: 1.  El juego puede estar constituido por 2 jugadores enfrentados de forma individual o por equipos de 2 o 3 jugadores los cuales harán tiros alternos conservando el orden de tiro previamente establecido. 2.  La alteración de dicho orden es objeto de penalidad. Dicha penalidad será de acuerdo a las circunstancias motivo para regalo de bola y pérdida de turno al tiro correspondiendo al jugador contrario la realización de su tiro reglamentario. 3.  El tiempo de juego es indefinido y solo termina cuando cae la bola con el número 8 o bien cuando uno de los jugadores o un equipo se retira. 4.  El juego tendrá como objetivo principal el tirar la bola 8  en una de las buchacas, lo cual solo será posible cuando el ejecutante o tirador haya echado todas sus bolas en las buchacas y haya echado su premio (bola número 7 o 15) en sus respectivas buchacas. 
C.  De los tiros: 1.  La penalidad en pull-8 siempre será castigada con el regalo de una única bola la cual será elegida al libre albedrío por la persona o el equipo que estásiendo penalizado. NO EXISTE EL DOBLE PECADO, POR TANTO NO HABRÁ DOBLE REGALO. Todo tiro malo será penalizado con dicha acción. 2.  No se permite la realización de tiros empujando el taco, si la bola a ejecutar está pegada a la ejecutora es válido el tirocruzado (rozándola por un costado) más nunca de frente. 3.  El tiro empujando taco para cualquier circunstancia es penado con el regalo de una bola al jugador o jugadores contrarios la cual será la que el jugador ejecutante (que está siendo penalizado) escoja. 4.  Dependiendo del nivel de torneo, si están jugando en equipo no será permitido a la pareja o resto de miembros del equipo ninguna sugerencia a quien ejecutó el tiro sobre la bola a regalar. Si así sucediese, siendo que no hay doble pecado y por tanto no puede regalar otra bola, en una situación de torneo el jugador estará descalificado automáticamente perdiendo el juego.5.  El no darle a una bola propia constituye penalidad por lo cual se debe regalar una bola al jugador o equipo de jugadores contrario, perdiendo el derecho a tiro. Si esto sucede tirando el 8 se perderá de forma automática si el jugador o equipo contrario ya no tiene bolas para ser regaladas. Si hubiese bola o bolas para regalar solo se pierde el tiro y se regala una bola. 6.  El hecho de darle a una bola ajena sin haber tocado primero una bola propia es penalizado con regalo de una bola. Si esta bola ajena cayera en una buchaca producto del disparo erróneo, esta se considerará el regalo (independientemente de que dicha bola pudiera ser el premio ajeno). 7.  Será objeto de descalificación inmediata quien ejecute una bola ajena de forma intencional para acercar su premio a la buchaca respectiva, quien ejecutando con una bola ajena de forma intencional trate de echar una bola propia o que bien trate de modificar la posición de sus bolas a favor o desfavorablemente para el contrario mediante esta maniobra ya sea“enderezando” o de carambola. Aquí no será válido el argumento que el tirador ejecutante peca en el tiro y que de todos modos está pagando con una pelota la penalización. Esta maniobra es evidentemente ilegal y conlleva a descalificación inmediata. 8.  No será permitido el tiro con un ángulo del taco sobre la mesa mayor de 45°. Si sucede que el jugador se “cuadra” (asume la postura de tiro) para la realización del tiro con un ángulo evidentemente mayor, el jugador contrario se lo puede reclamar e impedirlo. Dependiendo del nivel de torneo el jugador contrario puede reclamar posterior al tiro y el árbitro que observó la jugada puede suspender la acción de continuar tirando penalizándole con el regalo de una bola (la cual será de libre elección del penalizado), sin embargo, si el que ejecutó el tiro echó alguna bola, esta se considerará echada y ya fuera de juego y se quedará en su respectiva buchaca excepto en el caso del tiro del 8 en cuyo caso quien hizo el tiro perdería pues sería considerado como un tiro malo. 9.  No está permitido que a la realización del tiro elejecutor no haga contacto con la mesa con una de las manos y al menos con uno de los pies con el piso. Ambas circunstancias son obligatorias, por tanto el tiro en el aire sin contacto con la mesa será penalizado con el regalo de una bola. Del mismo modo quien se siente en la mesa para hacer el disparo pero que levante los pies en el aire. Podrá ser exceptuado de esta obligación el que evidentemente tiene una discapacidad en uno de los miembros superiores y no pueda hacer uso de una de las manos. Del mismo modo el que tenga una discapacidad en los miembros inferiores. 10. No está permitido el tiro con el taco por detrás del cuerpo. Si el jugador tiene incómodo el tiro y tiene habilidad puede cuadrarse a la inversa de su tiro normal (si es derecho a la izquierda, si es izquierdo a la derecha), más nunca con el tiro por detrás del cuerpo.  11. Se considera tiro malo el que hace saltar el cholo o la bola ejecutada. El jugador ejecutante perdería el tiro y pagará penalización con una bola ajena. El cholo sin embargo, quedará en el sitio donde fue a quedar después del tiro. 12. Si el cholo sale de la mesa se considera como si se hubiera ido dentro de una de las buchacas, pero por ser salto de bola se paga además penalización con el regalo de una bola ajena.  13. Si una de las bolas ya sea propia o ajena saliera de la mesa, quien ejecuta pierde el tiro y la o las bolas que salieron de la mesa se consideran echadas y fuera de juego. Si no ocurrió dicha acción con una bola ajena se debe de pagar la penalización con una bola, si una o más bolas ajenas salieron de la mesa, se consideran echadas y la penalización ya estará pagada. 14. No se permite defender intencionadamente detrás de la bola 8 haciendo contacto con este aun teniendo bolas para tirar. El jugador ejecutante tendrá derecho a repetir el tiro 2 veces más después del primero si desea repetir el acto con la misma intención de quedar detrás de la bola 8. Si en el último de los tres tiros aún hace contacto con esta bola, pierde el tiro automáticamente, regala una bola y el jugador ejecutante del otro equipo al turno podrá poner el cholo en e lárea de cholo (cabecera)  y hacer el tiro a su ver y conveniencia. 15. Después de un tiro en el que “se haya ido cholo” la bola ejecutora blanca (o que bien haya saltado de la mesa), es obligación para el que le toque de turno al tiro ejecutar la bola para quesalga del área de cholo, no puede quedarse dentro del área de cholo y “pecar intencionalmente a conveniencia” y regalar una bola. Ello será objeto de“descalificación automática”, por tanto tendrá derecho a repetir el tiro y sacar la bola de dicha área pero nunca podrá negarse a realizarlo so pena de descalificación. 16.Todo tiro de “cholo” intencional, es decir, disparando la bola ejecutora hacia una de las buchacas deberá obligatoriamente de realizarse con el taco. No será aceptable hacerlo con la mano y decir: “estoy cholo”. Además el tiro deberá cumplir con los requisitos de tiro ya sabidos so pena de ser penalizado con el regalo de una bola. 17. El tiro de cholo intencional tocando su propia bola bien hecho no espenalizado con regalo de bola al equipo ajeno pero si es objeto de pérdida detiro. (Excepto en el nivel de torneo o arreglo entre partes para jugar Pull-8“cuchilla” en el cual si se penaliza con el regalo de una bola el cholo intencional según los acuerdos entre las mismas). 18. El tiro que por cualquier causa provoque un mal contacto o resbalón entre el taco y el cholo (“pifia”) se considera malo y por tanto es objeto de penalización con el regalo de una bola. En el caso de tirar el 8 constituye motivo de regalo de bola y no de descalificación a menos que no haya más bolas que regalar. 
D.  Del tiro de los premios: (bola # 7 y 15) 1.  Cada jugador (si es juego individual) o equipo estará obligado a echar sus premios en su buchaca únicamente. Los que llevan menores en la buchaca o tronera dedicada al #7 y el o los que llevan mayores en la tronera o buchaca dedicada al # 15. 2.  Los premios pueden ser regalados por el equipo contrario ya sea por penalidad en el tiro o bien porque fueron enderezados o caramboleados por un tiro errado ajeno. Para ello no tendrá que ver en absoluto en cual tronera caiga puesto que sus troneras solo son obligación para elequipo que los ejecuta y no para el contrario. 3.  El tiro de los premios es válido siempre y cuando sea sin pecado. 4.  Los pecados serán: irse “cholo”, echar una bola ajena, tiro saltarín, pecado en el tiro (tiro parado, detrás del cuerpo, tiro de fricción o pifia, etc.) 5.  No es pecado echar una bola propia adicional en el mismo tiro de su premio.6.  No es pecado echar el premio enderezado o decarambola. 7.  No es pecado tirar sin cantarlo (designarlo en eltiro). 8.  El jugador o equipo ejecutante deberá echar su premio de forma obligatoria en la buchaca asignada para ello. Es requisito necesario para poder tirar el premio final que es la bola 8.  9.  Cuando el premio se encuentra en su zona de seguridad,o sea la mitad de la bola pisando raya o el cuerpo de la bola en el interior de dicha área, no puede ser movido por un tiro enderezado o de carambola por e ljugador o equipo contrario.10. Si producto del tiro el equipo contrario moviese de posición el premio, este deberá retornar a la misma posición después de la “taqueada”. Si el jugador contrario no echó bola, se acaba la “taqueada” y el premio retorna a su lugar puesto por la mano del árbitro o en ausencia de este por consenso de los jugadores.11. Si producto del tiro, el jugador contrario echase el premio ajeno en su buchaca, aquel pierde tiro y ese es su regalo. Se aplica la regla que producto del tiro echó una bola ajena y, por tanto, la penalidad ya está cobrada.12. Si producto de un tiro el jugador moviese su propio premio y lo saca de la zona de seguridad, el premio se quedará en la nueva posición y no retornará a la zona de seguridad.13. Si tirando el premio, el cholo se va en una de las buchacas o se echa una bola ajena, se saca el premio y el jugador pierde tiro pasando a asumir el tiro el jugador contrario. La bola ajena que cayó se queda como regalo.14. Si al realizar el tiro del premio propio este cae, pero también cae el ajeno, se aplica la regla anterior, se saca el premio propio y se coloca en el“mingo” correspondiente. Como producto del tiro se echó una bola ajena, esta se constituye en regalo (independientemente que se trate del premio) perdiéndose además el derecho a tiro.15. Si de salida cae uno de los premios en su propia buchaca, solo o con una o más bolas de su propio conjunto (bola número 7 con una o más bolas menores oel 15 con una o más de las bolas mayores) y el tipo de salida es “no cantada”, el premio se queda en su buchaca y continúa el derecho a tiro del jugador ejecutante. 16. Si en la situación que cayó un premio de salida en su buchaca, cayese una sola bola ajena acompañando a este tiro el premio se saca y se coloca en el mingo respectivo. La bola ajena y las propias (excepto el premio) se consideran echados y quedan en las buchacas (independientemente que pueda tratarse del premio ajeno e independientemente de la buchaca en que haya caído). Aquí se aplica la regla que con el tiro propio si se echa bola ajena, ésta se regala y el ejecutor pierde el tiro. Además se aplica la regla que el premio propio cayó con pecado por lo cual se saca.17. Si la salida es cantada y el premio que cae es el propio, continúa la“taqueada”. Si es el ajeno, este se considera regalado (independientemente de la tronera en que haya caído puesto que la obligación de echarlo en su tronera respectiva es solo para el jugador o equipo que lo lleva).18. En la salida “cantada” se aplicarán las mismas normas anteriormente descritas, esto es: si cae su premio sin pecado se considera caído sin pecado y válido. Si cae una bola ajena, se saca.19. Si de salida, en la variedad “no cantada” cae una de las bolas consideradas premios en una de las buchacas que no sea la propia, se sacará e irá a uno de los “mingos” y quien lo echó irá con ese grupo de bolas, perderá tiro y si echó además otras bolas (suyas o ajenas según el caso) estas se quedan en sus buchacas y se considerarán echadas.

E.  Del tiro con la bola número 8: 1.  Solo se hace después de no tener ya más bolas de su paquete (menores o mayores) que tirar pues todas ya han sido o regaladas o ejecutadas en las troneras o buchacas.2.  Siempre se deberá cantar o sea señalar o designar en que tronera caerá la bola aunque intencionalmente no se tire a caer o a tocar (en cuyo caso se regalará una bola ajena). El no hacerlo implica perder inmediatamente.2.  Después de “cantar” el 8 el jugador ejecutante se “armará” para el tiro debiendo realizar este con todos los requisitos técnicos del tiro en cuanto a contacto con la mesa y el piso. Si se desarmase deberá de volver a “cantar el 8” tantas veces se vuelva a“armar” para la ejecución del tiro. Si se desarmase y tira el 8 sin cantarlo nuevamente pierde de forma automática pues se considera que lo tiró sin cantarlo. 3.  Si se está jugando en equipo quien está ejecutando el tiro puede recibir sugerencia de donde lanzar el 8 de parte de su equipo mientras no esté realizando el tiro aún, sin embargo de pendiendo del nivel de torneo podrá ser penalizado el que el compañero o compañeros le sugieran donde hacer el tiro mientras está armado para tirar a menos que el jugador pida tiempo al árbitro y consulte con su o sus compañeros. Al estar realizando el tiro no podrá nadie del equipo pedir la interrupción del mismo para reconsiderar uno mejor. Solo el mismo jugador podrá detener la jugada para reconsiderarlo personalmente o consultarlo con los compañeros. Si esta situación no ocurriese en estos términos el jugador o equipo pierden automáticamente el juego. 4.  En el tiro al 8 no podrá nunca irse la bola ejecutora o “cholo” en ninguna de las buchacas, saltar fuera de la mesa o saltar el 8 tanto dentro como hacia fuera de la misma. Esto es causa de pérdida automática.5.  No podrá pasar que al tirar el 8 se vaya además una bola ajena. Esto con lleva a perder automáticamente. En este caso no se aplica el concepto de regalar dicha bola y continuar con el tiro.6.  El no darle al 8 no se considera pecado mayor y solo se penaliza con el regalo de una bola. Únicamente se pierde cuando ya no hay más bolas que darle al contrario. 

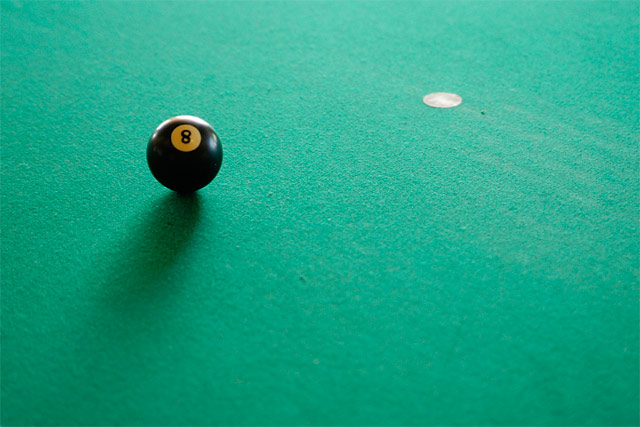
Bola 8.

En México y algunas partes de Sudamérica, la bola número 1 a menudo debe ser embocada en la tronera de la esquina derecha del final de la mesa desde la perspectiva del jugador que saca, y la bola 15 en la esquina izquierda de ese mismo lado. Esta regla probablemente se desarrolló para hacer más difícil la victoria tras el primer tiro. El juego posicional, táctico, toma una importancia mayor debido a esta regla, y muchas veces la estrategia del jugador girará en torno a conseguir embocar las dos bolas comentadas. En esta variación, las bolas 1 y 15 se colocan en el triángulo tras la 8, en el centro del mismo, la bola 1 a la derecha y la 15 a la izquierda.
Otra regla que usualmente varía es que se permite únicamente dos faltas por embocamiento de la bola blanca cuando ya se está tirando a la bola 8. El tercer embocamiento significa la pérdida de la partida; esta regla también se ha popularizado en las regiones de Estados Unidos con mayor población de origen latino.

### Estados Unidos
Bank-the-8 ("8 a la banda" u "8 con banda") es una variante popular en Estados Unidos, especialmente en las mesas accionadas con monedas, dado que normalmente hace que el juego dure por más tiempo. Consiste únicamente en que se acuerda que la bola 8 ha de ser introducida en la tronera anunciada tras tocar una o varias bandas (tiro denominado bank en inglés). Cualquier jugador puede sugerir jugar la bola 8 de este modo tanto antes como durante el juego, el otro jugador puede aceptar o rehusar.
No es extraño tampoco que se aplique la variante ya vista de asignar una tronera determinada para introducir la bola 8, también con la misma motivación de alargar el juego en las mesas de monedas.
En algunas regiones es también usual un tratamiento diferente de la mesa abierta. Se considera como tal únicamente si tras el saque no entró ninguna bola objetivo, o lo hicieron igual número de bolas lisas y rayadas. Si entraron un número superior de bolas de un grupo, el jugador que sacó deberá jugar obligatoriamente ese grupo de bolas.
En el juego informal en bares, las faltas que no consisten en embocar o sacar de la mesa la bola blanca no se castigan (incluso si la blanca queda en snooker). Incluso en el caso de embocar la bola blanca, se cobra una bola en mano solo tras la línea de cabeza. La penalización por faltas cuando solo queda por embocar la bola 8 varía ampliamente de área en área, en algunos casos cualquier falta en esa situación produce la derrota, en otros casos solo si a la vez se emboca la negra, e incluso en otros casos alguna falta no reconocida por las reglas internacionales produce la derrota (como meter una bola del contrario en el tiro en que se emboca la negra).
Otras variaciones de área en área en los Estados Unidos pueden incluir: meter la blanca en el tiro de saque puede producir la derrota instantánea; meter la 8 en el saque puede producir la victoria inmediata; pueden no permitirse seguros (tiros sin intención de embocar bola alguna, solo para dificultar al contrario e intentar que cometa falta); puede no existir el salto ilegal o estar prohibidos todo tipo de saltos; puede ser ilegal usar la bola 8 en todo tipo de combinación, incluso sin ser la primera que toque la bola blanca; la bola negra solo puede entrar "limpiamente", esto es, sin tocar ninguna otra bola; y por último la más común: puede ser necesario que todos los tiros se describan "en detalle", anunciando qué bolas y/o bandas se verán envueltas en el tiro, perdiéndose el turno (aunque no cometiendo falta) si el tiro no sale exactamente igual que lo anunciado; o, de modo opuesto, que solamente la bola 8 ha de ser anunciada.

### Australia y Nueva Zelanda

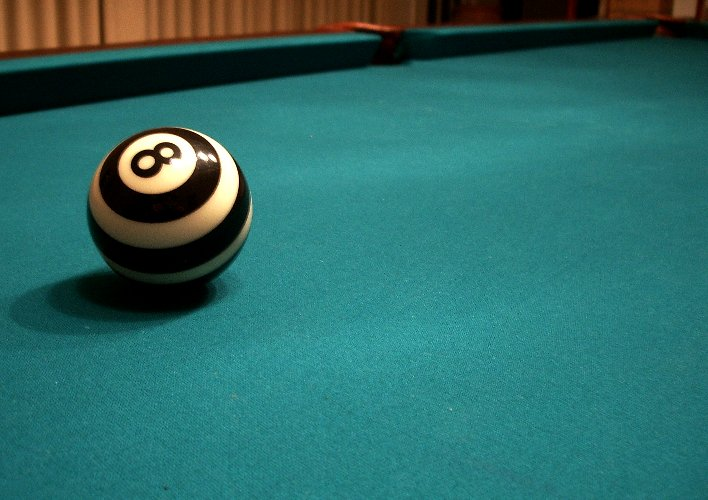
Otro modelo mucho menos usual de bola 8.

Las reglas informales que se juegan en Australia incluyen que si un jugador pierde teniendo aún sus siete bolas encima de la mesa, debe bajarse los pantalones y andar con ellos por debajo de las rodillas dando una vuelta completa a la mesa. En Nueva Zelanda esta regla se denomina "down-trou" ("abajo los pantalones")

### Canadá

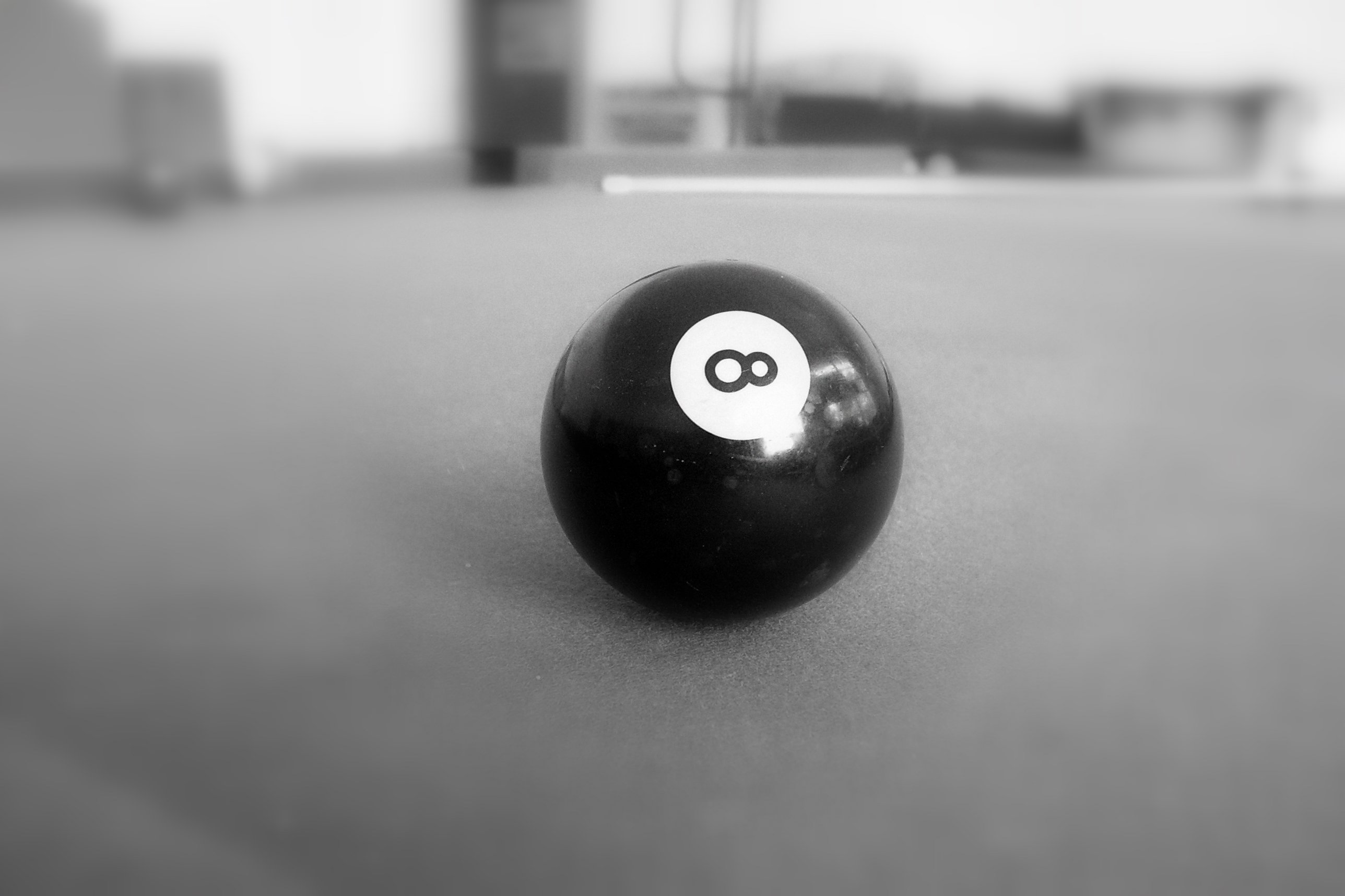
Bola negra.

Las variaciones son muy similares a las de los Estados Unidos. Una particularmente popular en los bares canadienses es la regla según la cual no golpear a la bola 8 cuando solo le queda esa produce la derrota automática del jugador, a no ser que se encuentre en una posición de snooker propiciada por su oponente. Embocar la bola del otro jugador cuando se tira sobre la 8 suele significar la derrota, incluso en campeonatos. Otra regla usual es que se acaba el turno si un jugador mete, además de la bola que anunció, alguna otra bola (incluso una propia), a no ser que anunciara ambas.

## Reglas Populares en Bares
En la mayoría de los bares y establecimientos donde se juega bola (8) que en algunos casos se le dice a este juego americana las reglas difieren, por lo tanto cada uno de estos sitios se rigen por sus propias reglas, las reglas que el establecimiento decidió adoptar.
Algunas de estas reglas son las siguientes:
1- Al romper si la bola 8 cae y la bola blanca permanece sobre la mesa el rompedor gana la partida, (aunque en algunos lugares la bola 8 debe de caer sola, o sea sin ninguna otra bola, esto es para evitar que se realice el tiro que asegura meter la bola 8 en la salida.)
2-  En la salida o al romper como se le dice, la bola que se entrone le pertenece al salidor en caso de que entrone una de cada de cada grupo la mesa sigue abierta.
3- Si al salir entrona una bola y también se entrona la blanca, el salidor pierde el turno pero mantiene ese grupo de bolas que entrono.
4- Si al salir la bola blanca sale de la mesa, el salidor pierde el turno y se da bola en mano detrás de la línea de salida.
5- El jugador es libre de tirarle a cualquier  bola de su grupo de bolas sin importar la numeración, y puede hacer combinaciones incluso con el grupo de bolas del oponente siempre y cuando la bola bola blanca golpee una de sus bolas primero.
6- En caso de no poder golpear las bolas de su grupo porque están bloqueadas entonces el jugador deberá hacer tiro de bandas y darle a su bola o en su defecto pasarle cerca (al menos 8 pulgadas), en algunos establecimientos se exige que al hacer tiro de bandas la bola blanca no le pase a menos e 8 pulgadas antes de tocar la banda.
7- Si es el caso  que la última bola esta bloqueada o no se le puede golpear directamente se debe de hacer un tiro de bandas con la diferencia que como la bola 8 es la última y determina la partida a esta se le puede tirar de cualquier manera obviando la regla de las 8 pulgadas de proximidad antes de golpear la banda.
8- Si la bola 8 sale de la mesa, la misma será puesta en el punto de ruptura o en su defecto en cualquier parte de la mesa que se acuerde por ambos jugadores ( esto es para evitar que tenga un tiro muy fácil el oponente). (en algunos sitios si el la bola 8 o la blanca sale de mesa se pierde automáticamente) pero esto queda a discresion del establecimiento como se dijo anteriormente.
9- Si la bola 8 se ve y el jugador decide tirar de bandas, si no hace contacto con la bola pierde. (en algunos casos se le permiten tres intentos, aunque si empezó a tirar de bandas debe continuar con sus tres intentos y si no logra contacto pierde la partida).
10- Si al entronar la bola 8 esta hace contacto con otra bola  del grupo de bolas del oponente y cae en la buchaca, esto  se considera falta y pierde la partida.
11- El doble contacto de la bola 8 con la bola blanca es permitido para ser entronada pero debido a que existen tiros de doble contacto o doble choque como se le dice popularmente algunos establecimientos penalizan esto y en algunos casos se sube la bola 8 al punto de ruptura o donde se acuerde o en el peor de los casos se puede perder la partida todo dependera de las reglas del establecimiento, pero en las reglas internacionales el doble contacto o doble choque es totalmente legal.
12-El salto de bolas por la parte inferior de la bola blanca no es permitido y las curvas no son permitidas si las mismas requieren subir la parte inferior del palo de billar  o taco por encima del hombro del jugador. 
13- En el caso de que un jugador no respete el beneficio de la falta que se le de al oponente, el partido será dado al beneficiario de la falta. 
Estas solo son algunas de las reglas comunes que se pueden encontrar en los bares y establecimientos donde se juega este juego, la mayoría de estas  reglas son propias y  casi en todos los casos se  han formulado para la conveniencia de dichos establecimientos pero son muy diferentes a las reglas internacionales.